# 戀屍

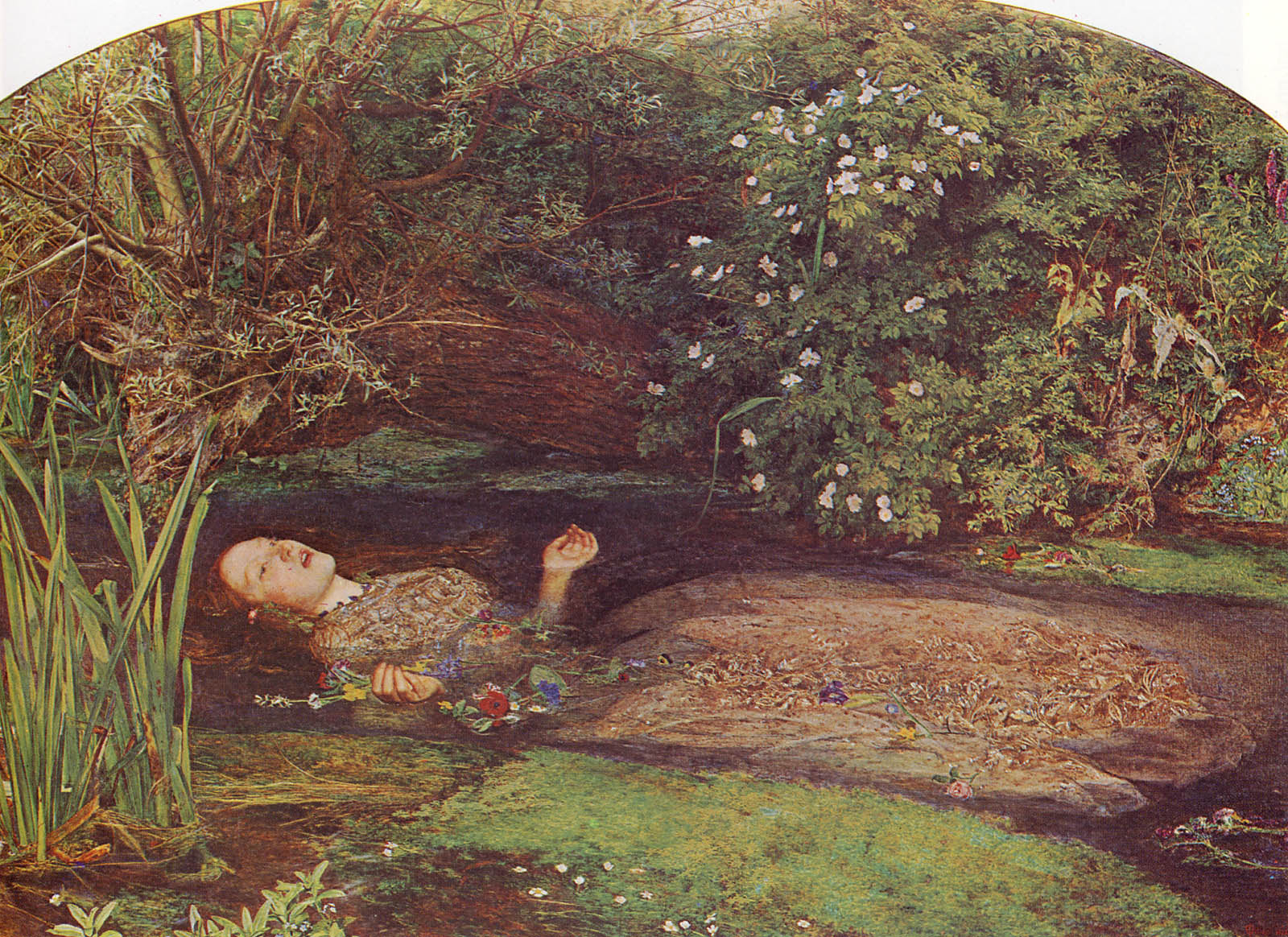
英国拉斐尔画派画家米雷刻画《哈姆雷特》中的人物欧菲莉亚落水溺死的情景： 《水中的奥菲利亚》 (1851-1852)

戀屍是個人對屍體表現愛戀或性吸引的現象。美國精神醫學學會在《精神疾病診斷與統計手冊》中把戀屍列為「性欲倒错」。但是戀屍行為的含意顯然頗為多樣。研究者在訪談戀屍者的研究中發現，多數會描述自己有慾望佔有一個全然不抗拒的對象（68%），或是希望與已死的愛人結合（21%），有些人對屍體感覺性吸引（15%），或者希望透過與屍體結合來克服孤立的感覺（15%），或者透過全然控制死者來尋求個人的自尊（12%）。恋尸者并不一定会将对尸体的性欲付诸于行动，即不一定会与真正的尸体进行亲密接触或性交，通常恋尸者会以阅览相关文章、影片、图片，或是通过幻想、角色扮演等其他方式来满足自身的性需求。

## 外语名称
希臘語为，源於词素组合（：死亡或尸体之意）和（：喜爱之意）。德语写作Nekrophilie，亦作Negrophil/-ie，英語为necrophilia。Necrophilia一詞於精神病學家理查德·冯·克拉夫特-埃宾1886年的著作《性精神病態》中首次出現。

## 詳細定義
主要為以下行為：
- 撫摸屍體會覺得興奮；
- 旁觀姦屍或觀看他人撫摸屍體會覺得興奮。
- 喜歡邊看著屍體邊自慰

如果有以下行為會被歸為其他類別（淫樂殺人、獵奇殺人等）：
- 先姦後殺會覺得興奮；
- 男性因強姦或者甚至絞殺女性導致對方處於窒息狀態，因而陰道激烈收縮而變的狹窄，強烈刺激男性生殖器，令對方致於死地而覺得有達成就感的興奮；
- 旁觀先姦後殺而覺得興奮。

## 历史
作為一個文化現象，戀屍在古埃及社會頗為普遍。為了防止年輕女性死者在做防腐處理時被戀屍者姦尸，多半都會讓屍體放置三五天，等到開始腐爛才送去防腐處理師那裡製作木乃伊。緬甸某些少數民族因為相信沒有結婚的女性無法瞑目長眠，因此處女的葬禮都會包含某種婚禮的成份，就是與死者性交。尚未進入工業革命、教會權力仍然很大的前現代中歐社會也有類似習俗。現代大部分國家的法律都有包含禁止侮辱屍體的相關條文，可見得並非對戀屍無感。

## 心理機制
從個人心理的角度來看，美國著名精神分析派學家、哲學家弗洛姆（Erich Fromm）認為大多數人都具有程度不等的戀屍心理。他指出：個體在社會中的成長，都存在著愛死與愛生之間的對立與衝突。戀生者是珍視生命、熱愛生活的人，他「在各個方面都被生命和生長過程所深深吸引」，追求歡樂的情感體驗，喜歡富有活力的新鮮事物。愛死的主要表現則是戀屍，「有戀屍定向的人被所有沒有生氣的和死的東西所吸引和迷狂，諸如死屍、腐物、糞便和污垢。」弗洛姆認為一般人的肛門性格與戀屍性格之間並沒有截然分明的界限，由於父母強迫兒童控制自己的便溺、保持清潔習慣的結果，反而形成潔癖、戀物和偏執狂這些性格特徵，因此，戀屍心理以不同形式大量存在於人類社會之中。
精神分析學派雖然承認戀死與戀生的並存，以及與養育方式和社會文化之間的關連，卻顯然把戀生戀死視為彼此零和消長的關係，而無法認識到兩者並存恐怕才是個人生命中最現實的狀態。畢竟，沒有人是全然戀死或戀生的。

## 個人性格
戀屍的性格是一種久被壓抑而形成的精神能量系統。人类性行為本身就是人的精神能量的釋放，而在戀屍者那裡，這種釋放同死亡衝動的發洩結合起來，表現為性虐待與受虐的需要。在這種性行為的過程中，由於當事者曾在人與人之間的關係中覺得受到重大打擊和挫折，於是通過對性對象的施虐與折磨來抒洩緩解被壓抑的情緒，或滿足統治及佔有的慾望。另一種情況則是，戀屍者本質上害怕性愛中的人性自然表現，只有在能完全控制對方、把性對象當作缺乏自主性與生命活力的物品時才有安全感和快樂。

## 歷史事例
戀屍與其他性欲倒錯一樣被認為自古已有，但因其異常而秘密進行，極難找到實例。

### 在中國
有關姦屍的紀錄，部分跟盜墓有關。原因之一是出土女屍的比例相對高於男性。從現代考古發掘報告中可以發現，出土的屍體多是女性，如歷2000年而遺留下的長沙馬王堆和江蘇連雲港兩具漢代濕屍，均是女性。不少性学家都将盗墓史上出现的这类姦屍记录，当作人类性欲倒錯的佐证来处理。如中国大陸开设中華性文化展覽館的刘达临教授就曾把中国古籍上的这类文字作为其研究性欲倒錯的例子加以引用和分析。
例如：
- 司馬幹
- 東晉干寶《搜神記》卷15：汉桓帝冯贵人病亡；灵帝时有盗贼发冢，七十余年，颜色如故，但肉小冷；群贼共奸通之，至斗争相杀，然后事觉。
- 慕容熙
- 南朝宋范曄《後漢書》《劉盆子傳》：「赤眉……至陽城、番須中，逢大雪，坑谷皆滿，士多凍死，乃復還，發掘諸陵，取其寶貨，遂污辱呂后屍。凡賊所發，有玉匣殮者率皆如生，故赤眉得多行淫穢。」
- 唐代戴孚《廣異記》：「開元初，華妃有寵，生慶王琮；薨，葬長安。至二十八年，有盜欲發妃塚，遂於塋外百餘步，偽築大墳，若將葬者，乃於其內潛通地道，直達塚中，剖棺，妃面如生，四肢皆可屈伸，盜等恣行凌辱，仍截腕取金釧，兼去其舌，恐通夢也，側立其屍，而於陰中置燭……」

其他相關記載包括：
- 宋代周密《齊東野语》：「宋嘉熙間，周密近屬趙某宰宜興。宜興前某令女有殊色，及笄而夭，稿葬縣齋前紅梅樹下，趙某“遂命發之……顏色如生，雖妝飾衣衾，略不少損，真國色也。趙見之為之惘然心醉，舁屍至密室，加以茵藉，而四體亦柔和，非尋常僵屍之比，於是每夕與之接焉；既而氣息惙然，疲薾不可治文書，娼家人乘間穴壁取焚之，令遂屬疾而殂，亦云異矣。嘗見小說中所載，寺僧盜婦人屍，置夾壁中私之，後期家知狀，訟於官；每疑無此理，今此乃得之親舊目擊，始知其說不妄。」

- 清代樂鈞、俞越《耳郵》：「奚呆子，鄂人也，以樵蘇為業，貧未有妻，然性喜淫，遇婦女問價，賤售之，不與論所直，故市人呼曰‘奚呆子’。市有某翁者，生女及笄，有姿首，奚見而艷之，每日束薪，賣之其門。俄而翁女死，奚知其瘞處，乘夜發塚，負屍歸，與之媾焉。翌日，鍵戶出採薪，而遺火於室，煙出自笮，鄰人排闥入，撲滅之，顧見床有臥者……，發其衾，則一裸婦，近視之，死人也，乃大驚。有識者曰：‘此某翁女也。’翁聞奔赴，驗之，信，聞於官，論如律。異哉，天下竟有好色如此人者！乃歎宋孝武帝為殷淑儀作通替棺。欲見輒引替睹屍，尚非異事。」

- 清代景星杓《山齋客譚》：「本朝安徽撫院高，諱承爵，旗員，罷官後，愛女死，殯於通州別業。守莊奴知其殮厚，盜棄之，見女貌如生，將淫之，女忽起，抱奴甚固，奴求脫不得，抱滾二十五里，遇巡員獲之，論磔，七日旨下。女今東浙備兵高其佩之（堂）妹也。」[8]

雖明、清期間法律規定「姦屍者死」，亦不能禁絕。
1953年12月號雜誌《AMATORIA》曾報導，中國於數百年前就有可供客人擁抱屍體的妓院。雜誌裡面還提到《九春亭讀書錄》裡記載著如何防止屍體腐敗以及消除屍斑的按摩方法。民國初年上海外灘一帶的妓院尚存這種服務。

### 在其他國家
希羅多德的著作《歷史》第二卷記載，在古埃及，達官貴人的妻子或者美女死時，為避免被木乃伊制作者姦尸，會擺放三至四天才移交（即使假設其記載是真的，那就可以成為屍姦古已有之的證言，亦不可以斷言木乃伊制作者有戀屍癖）。在古代，與死者性交有時候被認為含有魔力。在莫希文明的廢墟中，有描繪生者與骸骨性交的陶器出土。
在18世紀法國的妓院，有一種特色服務，是妓女躺在棺材中扮死屍，嫖客穿扮成牧師與之性交，甚受一部分人歡迎。莎拉·伯恩哈特也被傳曾睡在棺材裡。

## 動物界的事例
不僅是在人類，動物界也觀察到有戀屍癖的情況。2003年搞笑諾貝爾生物學獎就頒授予荷蘭鹿特丹自然史博物館的C. W. Moeliker，他忠實地記錄了一隻綠頭鴨的同性戀戀屍癖。他目擊了一個雄綠頭鴨「強暴」另一隻在博物館草坪上死亡的雄綠頭鴨達七十五分鐘之久，最後他再也忍不住而去「解救」那隻死鴨，並驗屍確認牠是公的。

## 法律與宗教的看法

### 在台灣
姦屍會被判有期徒刑。據《中華民國刑法》：
- 第247條，損壞、遺棄、污辱或盜取屍體者，處六月以上五年以下有期徒刑。損壞、遺棄或盜取遺骨、遺髮、殮物或火葬之遺灰者，處五年以下有期徒刑。
- 第249條：發掘墳墓而損壞、遺棄、污辱或盜取屍體者，處三年以上十年以下有期徒刑。
- 第250條：對於直系血親尊親屬犯第二百四十七條至第二百四十九條之罪者，加重其刑至二分之一。

2007年在新竹發生姦屍案，被告楊忠平被指控的罪名當中則包括上述第247條的損壞、污辱屍體罪，一審後該項罪行判刑兩年六個月。

### 於香港
戀屍癖者有可能被控以阻止屍體合法埋葬罪。

### 于中国大陆
对尸体进行性行为可能被控以侮辱尸体罪，先杀后奸这类淫乐杀人行为一般被控为故意杀人罪和侮辱尸体罪。常规判决中，犯罪行为构成两个以上罪名应该依照数罪并罚原则。
- 深圳刑事法律网:强奸罪与侮辱尸体罪的区别 （页面存档备份，存于）

### 於美國
直到2006年5月，聯邦法律並沒有相關法律，而以下州份則自行立法，在某些州是輕罪，在某些州則是重罪：
- 阿拉巴馬州 - 13A-11-13
- 阿拉斯加州 -  11-61-130 （页面存档备份，存于）
- 阿肯色州 - 5-60-101[永久]
- 加利福尼亞州 - 最重入獄三年
- 科羅拉多州 - 18-13-101 （页面存档备份，存于）
- 康乃迪克州 - 53a-73a
- 特拉華州 - 11-5-1332
- 佛羅里達州 - 872.06 （页面存档备份，存于）
- 喬治亞州 - 最重入獄十年16-6-7
- 夏威夷州 - 7 （页面存档备份，存于）
- 愛荷華州 - D級重罪；最重入獄五年  （页面存档备份，存于）
- 明尼蘇達州與內華達州 都有立法禁止姦屍[15]
- 俄亥俄州 - 2927.01 （页面存档备份，存于）
- 奧勒岡州 - ORS 166.085
- 賓夕法尼亞州 - Title 18 §5510
- 德克薩斯州 -
- 華盛頓州 - RCW 9A.44.105 （页面存档备份，存于）
- 威斯康辛州 - 940.225 (7) （页面存档备份，存于）

### 在日本
現時並沒有相關法律，但因為在1999年光市母女殺害事件中，受害人曾被姦屍，輿論開始傾向要把姦屍列為非法。

### 在佛教
姦屍為犯五戒當中的邪淫戒，不論陰道、口腔、肛門，有交合的話則屬於不可懺悔的罪業，手淫的話亦犯下不可悔罪。
- 《佛說優婆塞五戒相經》：「佛告諸比丘。優婆塞，不應生欲想欲覺。尚不應生心。何況起欲恚癡結縛根本不淨惡業。是中犯邪婬有四處。男、女、黃門、二根。女者。人女、非人女、畜生女。男者。人男、非人男、畜生男。黃門、二根亦同於上類。若優婆塞。與人女、非人女、畜生女。三處行邪婬。犯不可悔。若人男、非人男、畜生男、黃門、二根。二處行婬犯不可悔。若發心欲行婬。未和合者犯下可悔。若二身和合止不婬。犯中可悔……若人死乃至畜生死者。身根未壞。共彼行邪婬。女者三處犯不可悔。輕犯同上說。」[17]

- 《四分律戒經》：「受戒者於人女、非人女、畜生女之三處行淫，或於人男、非人男、畜生男，黃門二處中行淫，犯重罪不可悔。若對男屍或女屍行淫亦犯不可悔罪。然若起淫心，兩身未和合者，犯下可悔罪。若自行手淫者亦犯下可悔罪。」

### 在中國民間宗教
成書於清代光緒年間的《金科輯要》中，玉皇大帝頒令，姦屍的罪等同亂倫，要永遠打入地獄。
- 《冥罰淫律》：亂倫之人，永閉地獄，有害人命者，死遭雷擊，戲尸之人，與此同罪。已受陽罰，皆免雷劫，有忠孝事，準抵四分。大善千五（即千五百善）亦抵四分。

## 影视及文学作品中的恋尸癖
电影中也经常将恋尸癖作为主题例如鵝毛筆。如德国先锋派地下导演Jörg Buttgereit所拍的《困惑的浪漫》（1987）及《困惑的浪漫2》（1991）中，用相当激烈的手法表现了对尸体的爱恋。类似的后继者还有Lynne Stopkewich导演的Kissed（1996）。
恋尸癖主题最有名的电影化作品应数希区柯克的《迷魂记》（1958），在希区柯克极为艺术化的导演之下，这部线索错综复杂的心理悬疑片获得了极大的成功，其中的恋尸癖内容更多地是为悬疑主题服务。另一部极其风格化的恋尸癖片子是法国导演François Truffaut的（中译《绿房间》）（1978）本片和《迷魂记》一样充满了心理暗示。
在童話故事《白雪公主》的一些版本中，描寫王子因為有戀屍癖，才會親吻玻璃棺中看似死去的白雪公主。
中國民初作家沈從文的自傳也提過一家豆腐店老闆挖出商会会长女儿的屍體，背到山峒中去睡三天，方又送回坟墓去，最後被逮捕，執行死刑之前還說：“美得很！美得很！”
英国作家莫·海德的小说《鳥人》也讲述一恋尸癖的故事，主角招一男妓後，为於男妓身上獲得满足而将其杀死。
斯蒂芬·金的小说《傑羅得遊戲》中，主角被一位喜爱掘尸的恋尸癖者跟踪。

## 恋尸癖和音乐
一些金属乐和死亡金屬的歌词中常常提到恋尸癖。在流行乐中也经常出现恋尸癖的主题，比如Nick Cave和Kylie Minogue的Where the wild roses grow及Cat Stevens的单曲Lady D'Arbanville。另外像是Avenged Sevenfold 的A Little Piece Of Heaven的MV中也有提到姦屍的部分。某些说唱乐手也以恋尸癖为主题。
香港樂壇目前只有一首歌隱晦地提到當事人有恋尸癖，它就是「超生培慾」，由香港流行音樂歌手麥浚龍主唱，方大同作曲，林夕填詞，並收錄於他的唱片《Nothing Lasts Forever》中。

## 外部連結
- 屍生戀 （页面存档备份，存于）